# Cecilia Cairo
Ana Cecilia Cairo Modernel (Montevideo, 1964) es una política uruguaya perteneciente al Movimiento de Participación Popular, fue ministra de Vivienda y Ordenamiento Territorial desde el 1° de marzo de 2025 hasta el 17 de abril de 2025. 
Previamente se desempeñó como Representante Nacional durante la XLIX Legislatura.
Actualmente se desempeña como Representante Nacional durante la L Legislatura

## Biografía
Cairo nació en el barrio de Villa del Cerro en 1964. En 1978 se trasladó junto a su madre a España, y más tarde a Francia, donde estudió en La Sorbona de París y posteriormente, Centro Universitario de Clichy, dónde estudió Gestión y Análisis de Sistemas.
En 1994 regresó a Uruguay y se afincó en el balneario Pajas Blancas ubicado al suroeste de Montevideo. En las elecciones municipales de 2005 fue electa edila de la Junta Departamental de Montevideo, cargo para el que fue reelecta en 2010. Ese mismo año, además, asumió la presidencia del órgano.
Durante el gobierno de José Mujica fue coordinadora general del Programa de Mejoramiento de Barrios (PMB), y a partir del 2018, durante el segundo gobierno de Tabaré Vázquez, integró la dirección del Plan Nacional de Relocalizaciones y Plan Juntos del Ministerio de Vivienda y Ordenamiento Territorial.
En las elecciones generales de 2019 fue electa para la Cámara de Representantes por el Departamento de Montevideo. El 16 de diciembre de 2024, Cairo fue presentada por el presidente electo Yamandú Orsi como ministra del Ministerio de Vivienda y Ordenamiento Territorial. Asumió el cargo el 1 de marzo de 2025, pero presentó su renuncia tan solo 48 días después, en medio de un escándalo vinculado a irregularidades en su vivienda particular. De esta forma, se convirtió en la persona que menos tiempo permaneció al frente de una cartera ministerial desde el retorno a la democracia.

## Vida privada
Cairo tiene tres hijos, dos mujeres y un varón. Está casada con Jorge Meroni, quien renunció a su cargo en la alcaldía del Municipio A de Montevideo por acusaciones de acoso sexual.

## Controversias
En abril de 2025, una investigación periodística del programa radial La Pecera, de Azul FM, reveló que la vivienda particular de Cecilia Cairo no se encuentra regularizada ante la Dirección Nacional de Catastro y que, como consecuencia, no había abonado los impuestos inmobiliarios correspondientes como vivienda durante más de 20 años. Según el informe confirmado luego por sus declaraciones, Cairo en 20 años solo pagó dos cuotas del Impuesto de Enseñanza Primaria —tributo anual que grava las propiedades fiscales y se destina a financiar la educación pública— y no declaró las edificaciones ni las mejoras realizadas en el predio, por lo que pagaba tributos como si se tratara de un terreno baldío.
Cairo no registró en el Banco de Previsión Social ni en la Intendencia de Montevideo las obras de construcción de las cuatro casas edificadas en su terreno, las cuales se hicieron de forma irregular. En su declaración jurada de bienes e ingresos entre otras omisiones, había declarado únicamente una casa valor U$S 95.000. Tras la salida a la luz de la irregularidad, fue respaldada por su sector político y por el Frente Amplio. Desde la oposición se pidió su renuncia y se anunció, por parte de la senadora Graciela Bianchi, una interpelación en la Asamblea General en caso de que continuara en el cargo.
Finalmente, el jueves 17 de abril presentó su renuncia al presidente Yamandú Orsi. Un día más tarde se confirmó que Tamara Paseyro sería su sucesora.